# Acontia lucida
Acontia lucida es una especie  de Lepidoptera perteneciente a la familia Noctuidae. Se encuentra en Europa, este de Turquía, Irán y la India. También ha sido registrada en  Argelia y Canarias. Es una especie migratoria poco frecuente en la costa sur de Gran Bretaña.
Tiene una envergadura de 26-30 mm. Los adultos vuelan desde mayo hasta agosto en dos generaciones.
Las larvas se alimentan de Althaea officinalis, Convolvulus, Chenopodium y Taraxacum.